# China Eastern Airlines
A China Eastern Airlines (kínaiul:中国东方航空股份有限公司) egy Sanghajban bejegyzett légitársaság Kínában. Ez jelenleg Kína vezető légitársasága, amely hazai és külföldi járatokat is üzemeltet egyaránt. A bázisrepülőterei a Sanghaj Hungcsiao (Shanghai Hongqiao) repülőtér és a Sanghaj-Putung (Shanghai-Putong)i nemzetközi repülőtér.

## Célpontok
- Belföldi járatok: Paosan (Baoshan), Paotou (Baotou), Pejhaj (Beihai), Csangsa (Changsha), Csengtu (Chengdu), Csungking (Chongqing), Talien (Dalian), Tajung (Dayong), Ticsing (Diqing), Fucsou (Fuzhou), Kanton, Kujlin (Guilin), Kujjang (Guiyang), Hajkou (Haikou), Hangcsou (Hangzhou), Harbin, Hofej (Hefei), Hohhot, Huangsan (Huangshan), Huangjen (Huangyan), Csinan (Jinan), Csinghung (Jinghong), Csincsiang (Jinjiang), Kunming, Lancsou (Lanzhou), Lienjünkang (Lianyungang), Licsiang (Lijiang), Lincang, Lungjen (Longyan), Luhszi (Luxi), Lucsou (Luzhou), Mienjang (Mianyang), Nancsang (Nanchang), Nanking, Nanning, Ningpo (Ningbo), Peking, Csingtao (Qingdao), Szanja (Sanya), Sanghaj, Santou (Shantou), Senjang (Shenyang), Sencsen (Shenzhen ), Sicsiacsuang (Shijiazhuang), Szemao (Simao), Tajjüan (Taiyuan), Tiencsin (Tianjin), Ürümcsi, Vencsou (Wenzhou), Vuhan (Wuhan), Vujisan (Wuyishan), Hszian (Xi'an), Hsziamen (Xiamen), Hszining (Xining), Hszücsou (Xuzhou), Jentaj (Yantai), Jipin (Yibin), Jincsuan (Yinchuan), Csaotung (Zhaotong), Csengcsou (Zhengzhou), Csousan (Zhoushan) és Csuhaj (Zhuhai)
- Külföldi járatok: Bangkok, Puszan (Busan), Cshongdzsu (Cheongju), Tegu (Daegu), Delhi, Dakka, Fukuoka, Fukusima, Kvangdzsu (Gwangju), Hirosima, Hongkong, Csedzsu (Jeju), Kagosima, Komacu, Kuala Lumpur, London, Los Angeles, Madrid, Mandalaj, Macujama, Melbourne, Moszkva, Nagaszaki, Nagoja, Niigata, Óita, Okajama, Okinava, Oszaka, Párizs, Phuket, Saipan, Szapporo, Szöul, Sziemreap, Szingapúr, Sydney, Tokió, Vancouver és Vientián

## Flotta
35db Airbus A319-100
180db Airbus A320-200
15db Airbus A320neo (55db rendelés alatt)
77db Airbus A321-200
27db Airbus A330-200
24db Airbus A330-300
2db Airbus A350-900 (18db rendelés alatt)
37db Boeing 737-700
104db Boeing 737-800 (7db rendelés alatt)
3db Boeing 737 MAX 8 (49db rendelés alatt)
20db Boeing 777-300ER
1db Boeing 787-9 (4db rendelés alatt)
20db Comac C919 rendelés alatt.